# Finngammelgården

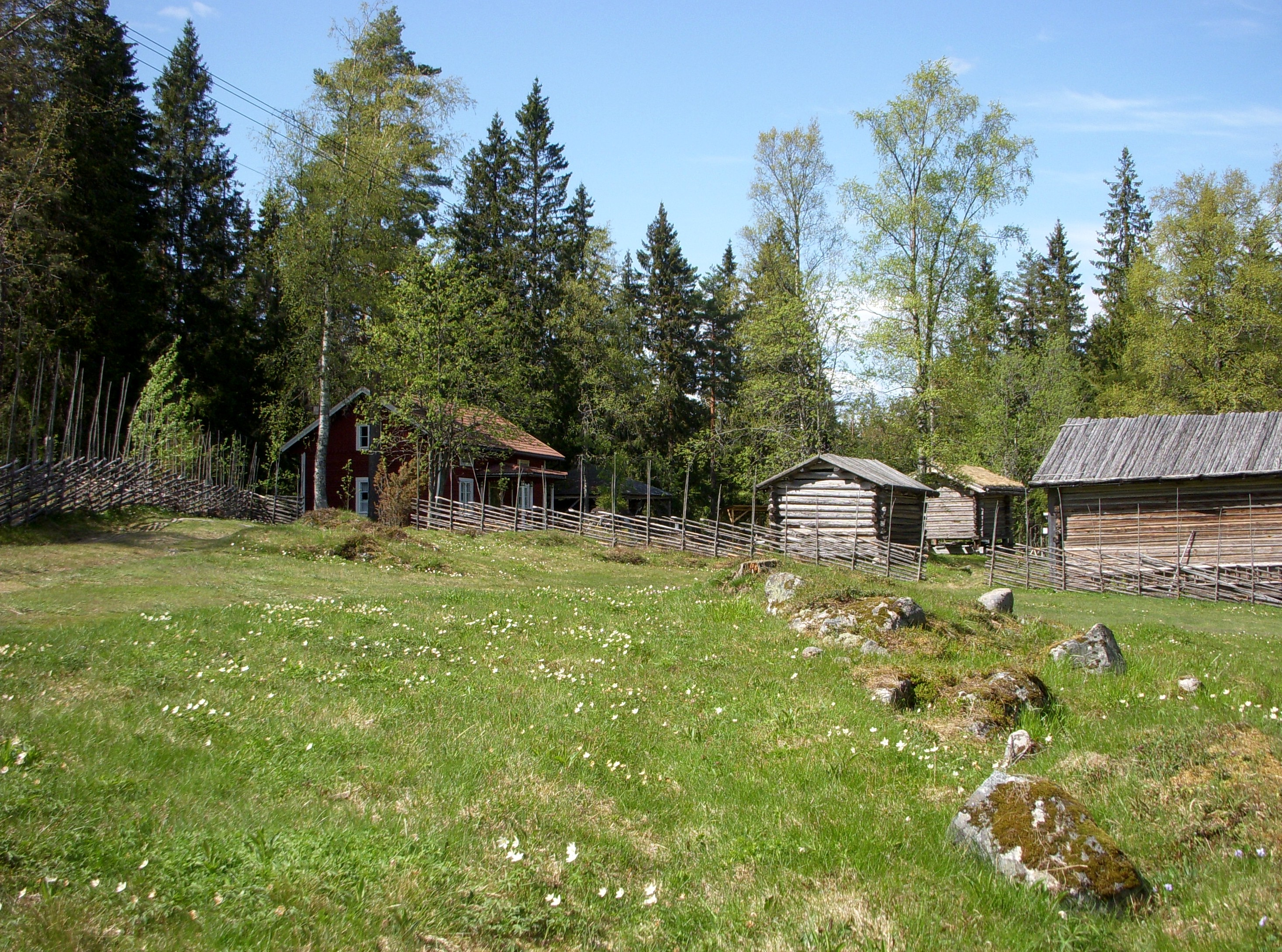
Finngammelgården på våren 2009.

Finngammelgården är ett friluftsmuseum i byn Skattlösberg i Dalarna.

## Historik
Marken där Finngammelgården står idag skänktes av brukspatron Carl Reinhold Roth på Ludvika bruk till kyrkan i Grangärde. Meningen var att det skulle byggas ett kapell på högsta platsen i Skattlösberg, den så kallade “Finnpers backe”. Det blev aldrig något kapellbygge utan marken arrenderades ut till Skattlösbergs bygdegille som bildades 1943. Skattlösbergs bygdegille tog som sin uppgift att bevara den gamla finnmarkskulturen och började samla exempel för den typiska finnmarksbebyggelsen på platsen. Alla byggnader har ursprungligen funnits i trakten kring Skattlösberg, och de är komplett inredda. Många av föremålen i byggnaderna är skänkta till Skattlösberg bygdegille. År 2004 köpte länsstyrelsen marken av Grangärde församling.

## Museet i dag

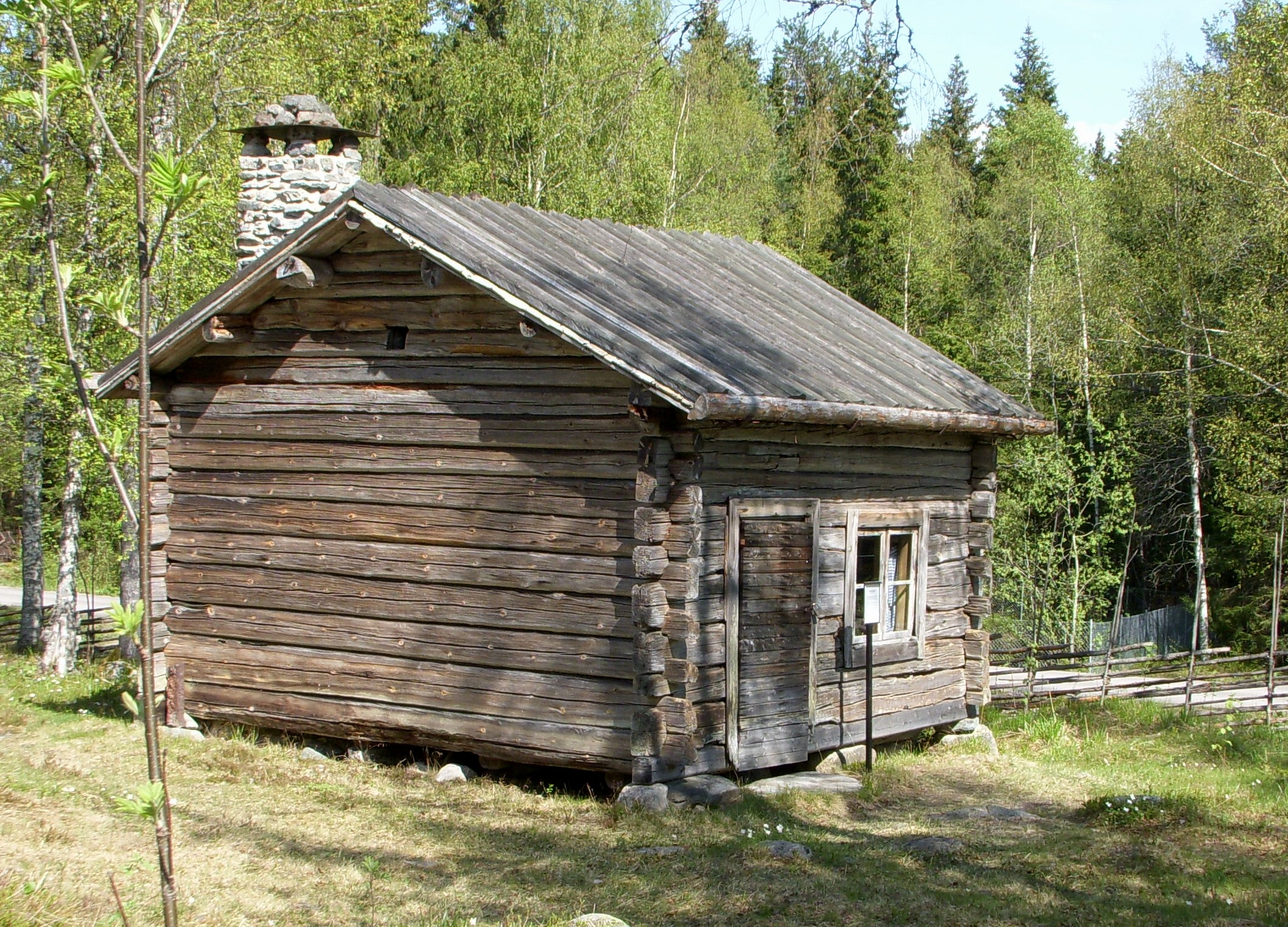
Svenskstugan

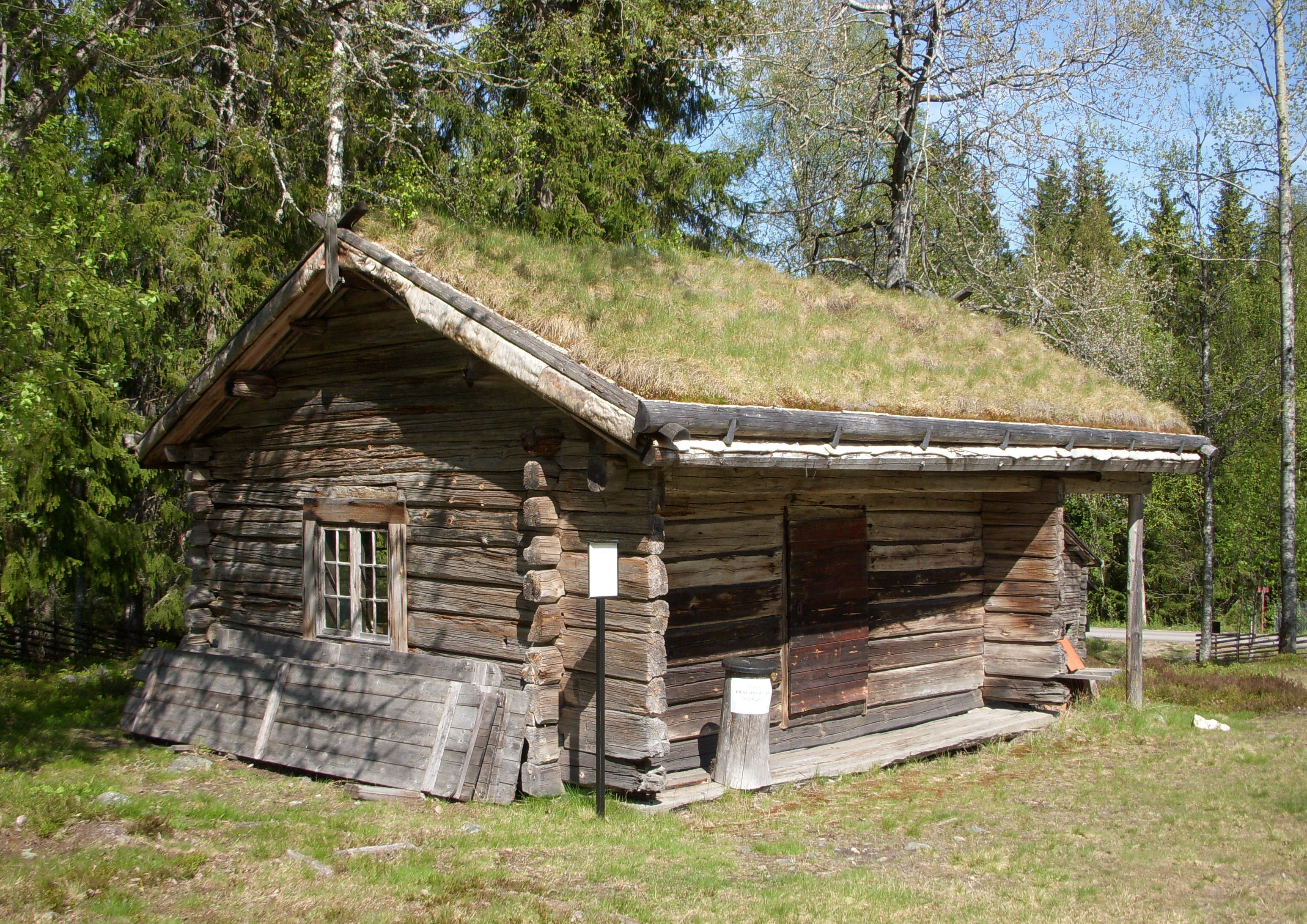
Pörtet

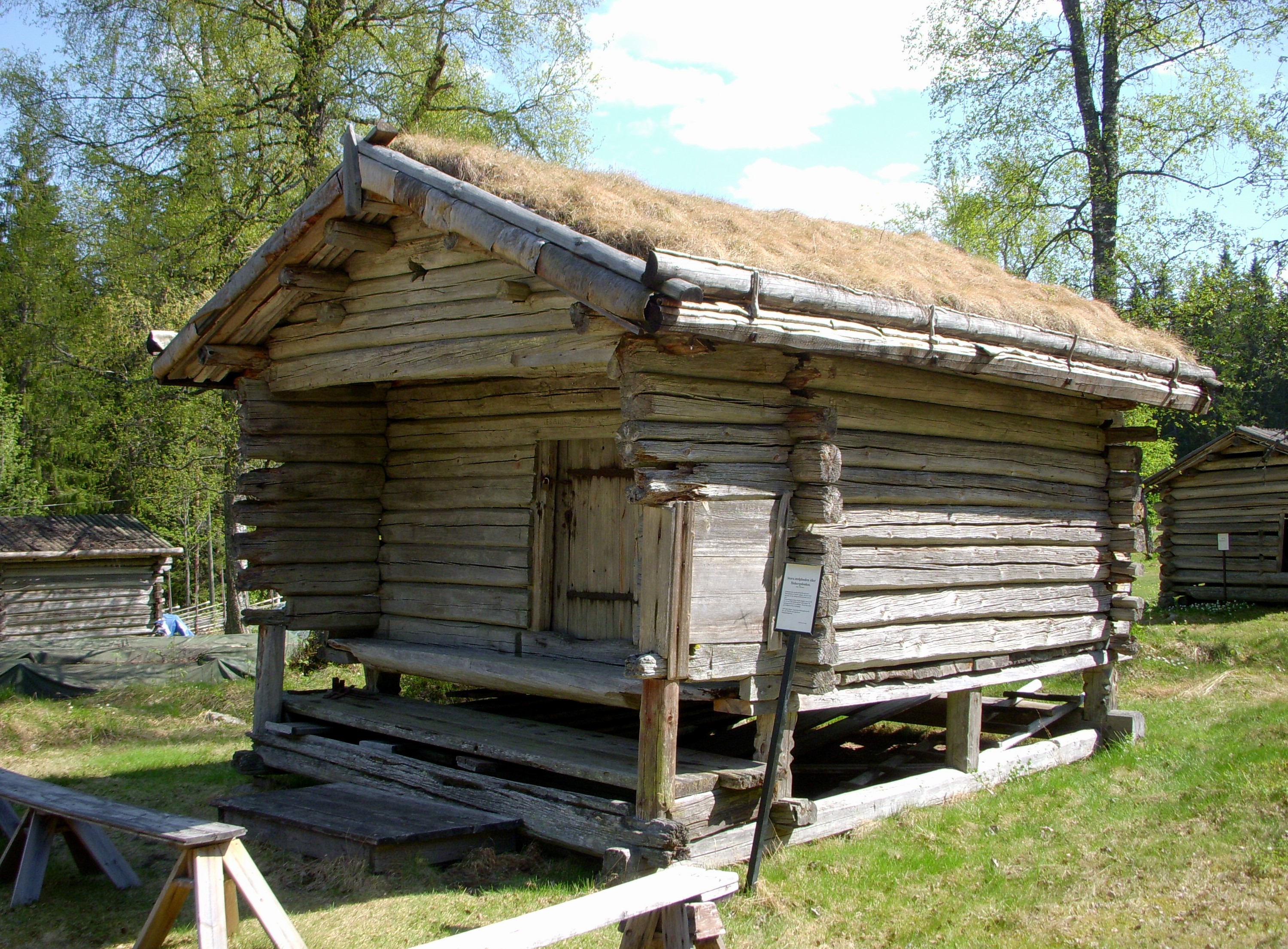
Stora stolpboden

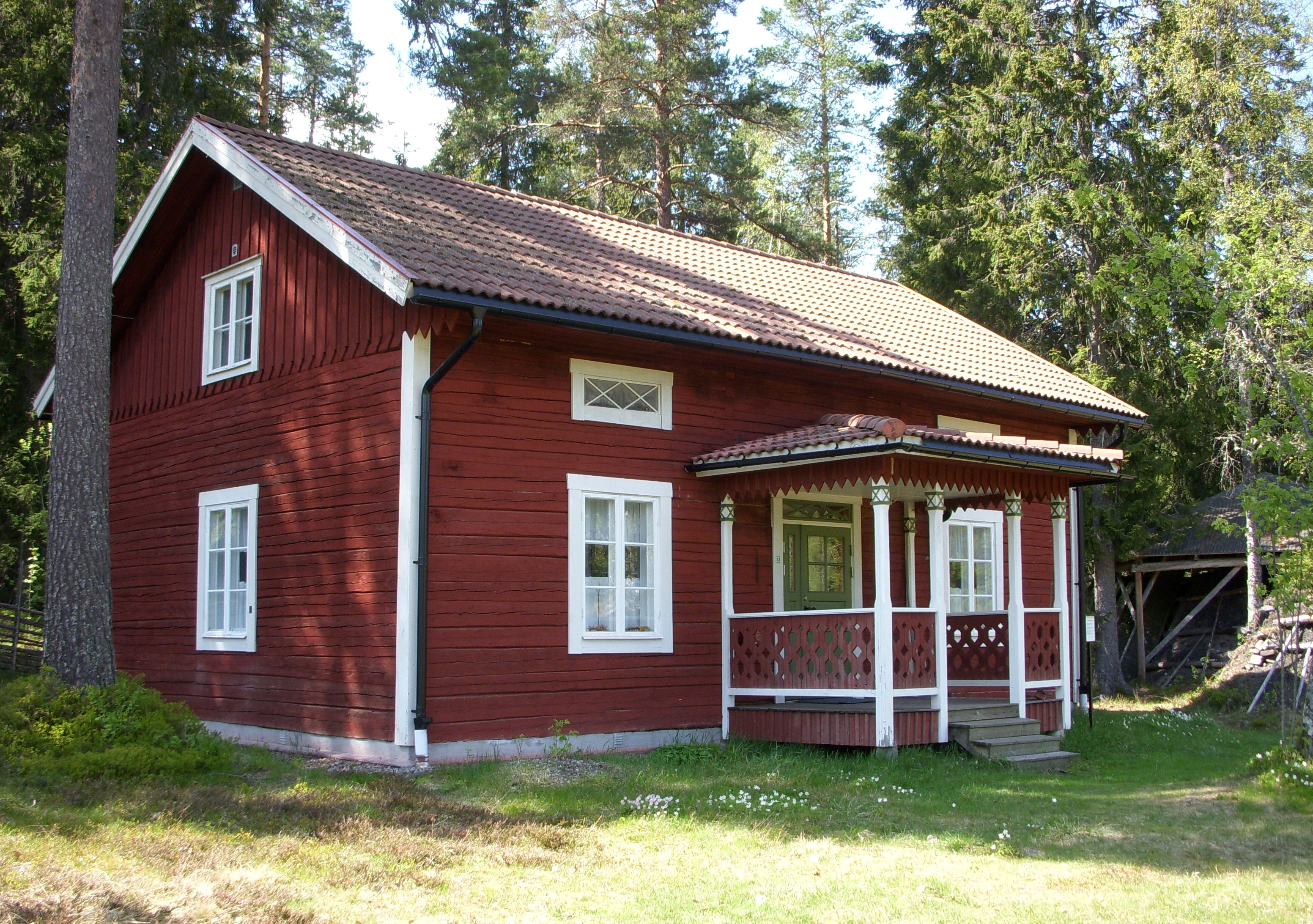
Otto Blixt samlingar

Vid Finngammelgården finns flera traditionella byggnader som en svenskstuga, en stolpbod, loge, stall och kolmila samt speciella bruksföremål som använts av de finska nybyggarna. Inom området står sedan 1992 en större faluröd byggnad som innehåller folklivsforskaren Otto Blixts samlingar. I anslutning till byn finns även ett naturreservat som främst syftar till att bevara slåtterängar. I juli varje år anordnas den så kallade "kolbullefesten" på Finngammelgården med gräddning av kolbullar över öppen eld samt underhållning.
Finngammelgården ingår i Ekomuseum Bergslagen.

### Svenskstugan
Svenskstugan är en enrumsstuga från 1800-talets mitt visar hur de finska nybyggarna övergav sin östeuropeiska byggnadstradition, där den värmegivande rökugnen i rökstugan (även kallad pörtet) utan skorsten ersattes av den svenska eldstaden med spiskåpa och en murad skorsten samt senare även av gjutjärnsspisen. Svenskstugan var den första byggnaden i Finngammelgården och flyttades hit 1928.

### Trollstallet
Trollstallet har tillhört ”trollgubben” Mats Larsa som levde 1704-1773. År 1949 köpte Skattlösberg bygdegille trollstallet som restes på Finngammelgården 1956.

### Pörtet
Pörtet eller rökstugan är från 1700-talet, årtalet 1771 är inristat över dörren, det skänktes till Finngammelgården 1946. Pörtet är en byggnadstyp som finnarna tog med sig från hemlandet. Rökstugan saknade skorsten, röken avleddes genom ett öppet hål i taket. Det fanns inte heller några glasade fönster, man hade öppna gluggar som stängdes med en skjutlucka. Väggarna blev snart sotiga av röken. Men redan under 1700-talets slut anammade man den svenska byggnadsstilen och husen utrustades med murad skorsten och fönster av glas, då förvandlades pörtet till svenskstugan.

### Stora stolpboden
Stora stolpboden eller Hobergsboden är från 1700-talet och användes för förvaring av mat. Genom sin konstruktion med stockväggar av liggtimmer var det enkelt att flytta denna typ av bodar. Hobergsboden har flyttats sju gånger, några flyttdatum är inristade över dörren, t. ex. ”ANNO 1732 ABRIL”. När man återuppsatte en flyttad stolpbod var det viktigt att dörren skulle placeras mot norr. I ingångsgaveln finns en stjärnformig öppning, det så kallade gudsögat, det skulle skydda mot onda makter. Boden köptes 1947 för 50:- kronor och blev uppmonterad på Finngammelgården 1948.

### Otto Blixts samlingar
Detta faluröda timmerhus är Finngammelgårdens senaste tillskott. Huset flyttades från Grangärde och restes här 1992. Byggnaden inrymmer folklivsforskaren Otto Blixts samlingar från finnmarken, som består av bruksföremål huvudsakligen från 1800-talet.

### Övriga anordningar
Bland övriga byggnader och anordningar på Finngammelgården kan nämnas en kolmila som på ena sidan lämnats öppen så att man kan se uppbyggnaden inuti en mila. Intill står kolarkojan.